# Komárov (Olomouci járás)
Komárov település Csehországban, a Olomouci járásban. Komárov Paseka, Řídeč és Mladějovice településekkel határos. Lakosainak száma 226 fő (2024. január 1.).

## Népesség
A település lakosságának változását az alábbi diagram mutatja:
| Lakosok száma | 182  | 166  | 169  | 138  | 160  | 170  | 169  | 207  | 205  | 226  |
|               | 1869 | 1890 | 1921 | 1950 | 1980 | 2001 | 2017 | 2019 | 2022 | 2024 |